# Lego Agents
Lego Agents var en produktlinje produceret af den danske legetøjskoncern LEGO. Serien blev lanceret i 2008 og blev fremstillet frem til 2009. Den er stærkt inspireret af James Bond og de superskurke han bekæmper, og serien indeholder sæt med en gruppe agenter, der bekæmper den onde Dr. Inferno og hans håndlangere. Serien har en del ligheder med den senere Ultra Agents som blev produceret 2014–2015.

## Sæt
| Nummer | Navn                             | År   |
| ------ | -------------------------------- | ---- |
| 8630   | Mission 3: Gold Hunt             | 2008 |
| 8631   | Mission 1: Jetpack Pursuit       | 2008 |
| 8632   | Mission 2: Swamp Raid            | 2008 |
| 8633   | Mission 4: Speedboat Rescue      | 2008 |
| 8634   | Mission 5: Turbocar Chase        | 2008 |
| 8635   | Mission 6: Mobile Command Center | 2008 |
| 8636   | Mission 7: Deep Sea Quest        | 2008 |
| 8637   | Mission 8: Volcano Base          | 2008 |
| 8967   | Gold Tooth's Getaway             | 2009 |
| 8968   | River Heist                      | 2009 |
| 8969   | 4-Wheeling Pursuit               | 2009 |
| 8970   | Robo Attack                      | 2009 |
| 8971   | Aerial Defense Unit              | 2009 |